# André Blanchard (réalisateur)
Pour les articles homonymes, voir André Blanchard et Blanchard.
André Blanchard est un réalisateur, scénariste, directeur de la photographie et producteur québécois,.

## Biographie
André Blanchard est né à Verdun au Québec, le 25 août 1951.
De 1971 à 1973, il fait des études sur la direction de la photographie à l'Institut des arts de diffusion (I.A.D.) à Bruxelles, en Belgique. Il obtient un diplôme d'études approfondies (D.E.A.) en Sorbonne en 1984 et un doctorat en cinéma, télévision et audiovisuel de l'Université de Paris I (Panthéon-Sorbonne) en 1987,.
Il passe sa jeunesse dans la région de Montréal. En 1973-1974, il prend un contrat de scénariste et caméraman pour le tournage d'une série d'émissions pour les cours médiatisés de l’Université du Québec dans le Nord-Ouest québécois à Rouyn-Noranda. De 1975 à 1977, il est scénariste et réalisateur d'une série de courts métrages documentaires en format 16 mm pour Multi-Média et Radio-Nord inc à Rouyn-Noranda. La rencontre avec les jeunes de l'époque en Abitibi-Témiscamingue et l'inspiration de leurs vécus l'amèneront au tournage du long métrage de fiction Beat en 1976 et de L'Hiver bleu en 1979,,,,,.
De 1979 à 1983, on le retrouve comme scénariste et réalisateur à Radio-Québec, dans la région du Bas-Saint-Laurent.
À partir de 1987, il s'oriente vers la transmission des connaissances et vers le professorat. À l'École nationale de théâtre de 1987 à 1992, au Cégep de l'Abitibi-Témiscamingue en 1994, à l'Université de Montréal, au Cégep Lionel-Groulx en 1995. Par la suite, à l'Université Laurentienne en 1995 -1996 et finalement professeur à l'Université du Québec en Abitibi-Témiscamingue de 1997 à 2016. Dans ce dernier emploi, il est directeur de l'Unité d'enseignement et de recherche en sciences de l'éducation de 2005 à 2007 et par la suite, directeur de l'Unité d’enseignement et de recherche en création et nouveaux médias et directeur du module en multimédia de 2007 à 2009. Il prend sa retraite en 2016 et l'UQAT lui décerne alors le titre de professeur émérite pour son apport au développement de l'université.
De 1991 à 1993, il est professeur-formateur pour la supervision de plusieurs scénaristes débutants de l'Image des mots.
De juillet 2001 à juillet 2009, il est professeur-scénariste invité dans le cadre de l'Université européenne d'été francophone des écoles audiovisuelles de France.
En 2006, il fonde l’Université Internationale du Multimédia (UIM) qui deviendra quelques années après le Réseau international universitaire de création numérique,,,,.
Depuis 1994, il a publié trois romans policiers sous le pseudonyme JAB et mettant en vedette le personnage de Le Garett.
Un fonds d'archives d'André Blanchard est conservé au Centre d'archives de Rouyn-Noranda de Bibliothèque et Archives nationales du Québec.
Un fonds d'archives d'André Blanchard est conservé à la Cinémathèque québécoise à Montréal.

## Filmographie
Comme réalisateur
- 1976 : Beat [20].
- 1979 : L'Hiver bleu[21],[22].
- 1991 : Alisée [23].

Comme scénariste
- 1976 : Beat
- 1979 : L'Hiver bleu, en collaboration avec Jeanne-Mance Delisle.
- 1985 : Alfred le Bootlegger, en collaboration avec Jean-Paul Török.
- 1988 : Bonne fête, Jacques!.
- 1991 : Alisée, en collaboration avec Azise Kinedo.
- 2002 : Le Cabaret du bout du monde
- 2002 : Dognapper en collaboration Azise Bel Miloud.

Comme producteur
- 1976 : Beat

## Publications
- Bon voyage M. Le Garett !, sous le pseudonyme JAB, Éditions Guy Saint-Jean, 1994,  (ISBN 9-78292034-089-3).
- Le Garett : L'Affaire Robin., sous le pseudonyme JAB, Éditions Guy Saint-Jean, 1994, (ISBN 9-78292034-095-4).
- Le Garett : Le complot, sous le pseudonyme JAB, Éditions Guy Saint-Jean, 1995,  (ISBN 9-78289455-007-6).

## Prix et distinctions
- 1979 : L'Hiver bleu, Ducat d'or au Festival de Mannheim.
- 1979 : L'Hiver bleu, Prix de la Critique québécoise pour le long métrage de fiction[24],[25].
- 1987 : Bonne fête, Jacques!, Scénario sélectionné dans le cadre du Concours des premiers longs métrages de fiction de l'Office national du film du Canada (ONF).
- 1991 : Alisée, Mention spéciale au Prix SARDEC pour le meilleur scénario.
- 2017 : Professeur émérite  par l'UQAT[26].